# Катефія білострічкова
Катефія білострічкова (Catephia alchymista) — вид нічних метеликів родини еребід (Erebidae).

## Поширення
Вид поширений в Південній і Центральній Європі, Північній Африці, Західній Азії та на Кавказі. В Україні трапляється повсюдно, але дуже зрідка.

## Опис
Розмах крил 38-42 мм. Тулуб і голова темно-коричневого кольору. Чорно-коричневі передні крила з тонкими зубчастими смугами. Задні крила коричневі з білими плямами біля основи та навколо верхівкового та заднього кутів.

## Спосіб життя
Метелики спостерігаються з червня по липень, іноді навіть у серпні. Гусениці харчуються молодими пагонами дубів.